# ناحیه پاپلار گرو، شهرستان بونی، ایلینوی
ناحیه پاپلار گرو، شهرستان بونی، ایلینوی (به انگلیسی: Poplar Grove Township) یک منطقهٔ مسکونی در ایالات متحده آمریکا است که در شهرستان بونی، ایلینوی واقع شده‌است. ناحیه پاپلار گرو ۵٬۰۵۴ نفر جمعیت دارد و ۲۷۵ متر بالاتر از سطح دریا واقع شده‌است.